# Grymeus
Grymeus là một chi nhện trong họ Oonopidae.